# New York, I Love You
New York, I Love You ist ein Episodenfilm aus dem Jahr 2009 und die Fortsetzung von Paris, je t’aime.

## Handlung
Der Taschendieb Ben rempelt in Chinatown einen Mann an und stiehlt ihm dabei sein Portemonnaie. Er nimmt das Geld aus der Geldbörse und wirft sie in einen Postkasten. Kurz darauf trifft er die junge Molly. Er folgt ihr in eine Bar, entwendet ihr Mobiltelefon und kommt mit ihr unter dem Vorwand ins Gespräch, ihr Telefon auf der Toilette gefunden zu haben und es ihr zurückgeben zu wollen. Daraufhin wird Ben von Molly zu einem Drink eingeladen. Der Flirt wird von Garry, Mollys Freund, jäh unterbrochen. Es stellt sich heraus, dass auch Garry die Fingerfertigkeiten eines Taschendiebes besitzt, und er nimmt Ben das Geld ab, das der gerade einem unbekannten Mann gestohlen hat. Der unbekannte Mann ist Garry.
An der Diamantenbörse im Diamond District in der 47. Straße trifft die Jüdin Rifka Malone auf den Inder Mansuhkhbai. Zunächst feilschen beide um den für sie besten Preis. Später wird ihre Unterhaltung deutlich privater. Mansuhkhbai erzählt, dass seine Frau nach Indien zurückgekehrt ist, ihr Kopfhaar abrasiert hat und ein enthaltsames Leben führt. Auch Rifka hat ihr Kopfhaar aus religiösen Gründen für die bevorstehende Hochzeit abrasiert und trägt nun eine Perücke. Mansuhkhbai merkt an, dass die meisten Haare für Echthaarperücken aus Indien stammen und Rifka möglicherweise die Haare seiner Frau trägt.
Der in der Upper West Side wohnende freischaffende Musiker David Cooler erhält die Rückmeldung von seinem Musikproduzenten, dass diesem mehrere Musiktitel des neuen Albums nicht gefallen und überarbeitet werden müssen. Telefonisch erhält David von Camille die Empfehlung Schuld und Sühne von Fjodor Dostojewski zu lesen. Sie platziert das Werk vor Davids Wohnungstür und tritt weiterhin mit ihm telefonisch in Kontakt. Eines Tages steht sie vor seiner Tür und die beiden lernen sich persönlich kennen.
In SoHo spricht ein Schriftsteller eines Nachts eine Frau auf offener Straße an. Sein intensiver Flirt, bei dem er keinen Hehl aus seinen Absichten macht, wird abrupt davon unterbrochen, dass sich die Frau als Prostituierte zu erkennen gibt und ihm eine Visitenkarte überreicht.
Der Apotheker Mr. Riccoli zeigt in seiner Apotheke einem Schüler ein Foto von seiner Tochter und fragt ihn, ob er sie als Begleitung zu seinem Abschlussball der Highschool mitnehmen möchte. Der Schüler ist von dem hübschen Aussehen des Mädchens angetan und willigt ein. Am Abend des Abschlussballs holt er sie vom Haus ihres Vaters ab und stellt überrascht fest, dass sie im Rollstuhl sitzt. Nach ihrem gemeinsamen Besuch beim Ball machen sie sich auf den Heimweg durch den Central Park. Dort kommen sich die beiden näher, verbringen die Nacht im Park und kehren erst am folgenden Morgen zurück. Mr. Riccoli, der die beiden an der Tür empfängt, äußert sich nicht weiter zur Verspätung. Vielmehr wird der Schüler davon überrascht, dass seine Begleitung aus dem Rollstuhl aufsteht und die Treppenstufen zur Wohnungstür hinaufläuft. Ihr Vater erklärt, dass seine Tochter Schauspielerin sei, für eine Rolle übe und deshalb mehrere Stunden täglich im Rollstuhl verbringe.
In Greenwich Village wartet Gus in einer Kneipe auf seine Verabredung. Lydia macht sich mit der Bahn auf den Weg zu ihrer Verabredung, verspätet sich jedoch. Gus verlässt die Kneipe und möchte sich gerade auf den Heimweg machen, als er vor der Kneipe auf Lydia trifft. Sie gehen gemeinsam.
Die ehemalige Sängerin Isabelle sucht ein Hotel an der Upper East Side auf. Sie ist mit dem ihr zugewiesenen Zimmer nicht zufrieden und wird vom Angestellten Jacob, dem Sohn des Inhabers Bellhop, zu einem anderen Zimmer ein Stockwerk höher gebracht. Sie wünscht sich Blumen, die ihr Jacob bringt, und platziert einen Abschiedsbrief an ihrem Kopfkissen. Als Jacob erneut an ihrer Zimmertür klopft, ihr mitteilt, sein Vater sei ein großer Fan ihres Gesangs, und ihr eine Flasche Champagner von ihm überreicht, bittet sie Jacob herein, um ihr Gesellschaft zu leisten und mit ihr zu trinken. In einer Vision sieht sie, wie Jacob aus dem Fenster fällt, das sie geöffnet hat, um ihrerseits in die Tiefe zu springen.
Im Central Park verbringt Teya etwas Zeit mit ihrem Vater Dante, einem Balletttänzer. Nach einiger Zeit treffen die beiden auf Teyas Mutter Maggie, die mit ihrer Tochter und ihrem neuen Partner davongeht und Dante allein im Park zurücklässt.
In Chinatown trifft ein älterer Maler auf eine junge chinesische Verkäuferin. Ihr Gesicht inspiriert ihn und geht ihm nicht mehr aus dem Kopf. Eines Tages spricht er die Chinesin an, ob er sie malen darf. Sie kann sich nicht sofort dafür entscheiden und sucht den Maler erst nach einigen Tagen auf. Von einem Mann, der damit beschäftigt ist, die Wohnung des Malers auszuräumen, erfährt sie, dass der Maler verstorben ist. Sie findet eine Skizze ihres Gesichtes und nimmt es mit, um die leeren Augen der Skizze durch Fotografien ihrer Augen zu ersetzen.
Das Seniorenpaar Abe und Mitzie verbringt seinen 63. Hochzeitstag in Coney Island.

## Hintergrund
Der Film wurde in New York gedreht. Die Dreharbeiten begannen am 10. März 2008 und endeten am 30. April 2008. In diesem Zeitraum von 52 Tagen wurde an 36 Tagen gedreht. Das Budget des Films wird auf 14,7 Millionen US-Dollar geschätzt.
Der Film feierte seine Premiere beim Toronto International Film Festival im September 2008. Es folgten weitere Vorführungen bei diversen Filmfestivals, darunter am 5. Februar 2009 beim European Film Market und am 18. Mai 2009 bei den Internationalen Filmfestspielen von Cannes. Ab dem 16. Oktober 2009 war der Film in den USA zu sehen. Am 9. Dezember 2009 wurde er erstmals in der Schweiz vorgeführt. In den Kinos in Deutschland lief er am 28. Januar 2010 an. Der Kinostart in Österreich folgte am 9. April 2010. Am 1. Juli 2010 wurde der Film in Deutschland von Concorde Video auf DVD und Blu-ray Disc mit einer FSK-12-Freigabe veröffentlicht.
Am Eröffnungswochenende spielte der Film in den USA über 380.000 US-Dollar ein. Insgesamt beliefen sich die Einnahmen in den USA bis Ende 2009 auf über 1,5 Millionen US-Dollar.
Die Vorgaben für die Regisseure der einzelnen Episoden sahen vor, dass die Dreharbeiten für jede Episode binnen 24 Stunden abgeschlossen sein mussten, für den Schnitt durfte eine Woche verwendet werden und eine Episode sollte den Charakter eines Stadtteils New Yorks darstellen.
Natalie Portman feierte bei den Dreharbeiten der achten Episode dieses Films ihr Debüt als Regisseurin. Für Paris, je t’aime, dem Vorgänger dieses Films, stand Portman ebenfalls vor der Kamera, allerdings wurden die Szenen, in denen sie zu sehen war, vor der Veröffentlichung des Films herausgeschnitten. Ebenso wurden aus dem Film New York – I Love You die Szenen, die den 25-jährigen Abraham Karpen in der Rolle von Portmans Ehemann zeigten und bis zum 13. März 2008 bereits gedreht wurden, aus der endgültigen Fassung des Films auf Drängen der Rabbis seiner streng orthodoxisch-jüdischen Synagogengemeinde Williamsburg entfernt, dennoch wird Karpen im Abspann namentlich genannt.
In der siebten Episode, die in der Upper East Side spielt, sollte ursprünglich Anthony Minghella Regie führen. Minghella verstarb jedoch am 18. März 2008 kurz vor Beginn der Dreharbeiten zu dieser Episode. In einer seiner letzten Unterhaltungen mit Shekhar Kapur bat er diesen, an seiner Stelle die Regie dieser Episode zu übernehmen. Nach Minghellas Tod schrieb Kapur in seinem Blog: „Ich werde bei dem Film jetzt Regie führen – mit Anthony in meinem Herzen und in Gegenwart seiner Seele.“ (engl. „I will direct the film now – with Anthony in my heart and in presence of his soul.“) Im Vor- und Abspann des Films ist eine Widmung für Anthony Minghella zu sehen.
Als der Film im September 2008 beim Toronto International Film Festival gezeigt wurde, enthielt er zwei weitere Episoden. Bei einer dieser Episoden feierte Scarlett Johansson ihr Regiedebüt und in der Hauptrolle war Kevin Bacon zu sehen. Diese Episode war mit dem Titel „These Vagabond Shoes“ versehen und wurde als Schwarzweißfilm gedreht. Bei der anderen Episode, die den Titel „Apocrypha“ trug, führte Andrei Swjaginzew Regie und die Darsteller Carla Gugino, Goran Visnjic und Nicholas Purcell waren zu sehen. Vor der Kino-Veröffentlichung des Films wurden diese beiden Episoden entfernt, sind jedoch als Bonusmaterial auf der DVD enthalten.
Die Spieldauer des Films beträgt 1:43 Stunden, was nach der Abkürzung 143 im Netzjargon „I love you“ (dt. „Ich liebe dich“) eine Anspielung auf den Filmtitel ist.

### Episoden
| Episode               | Regie           | Drehbuch                                      | Schauspieler | Kamera              | Schnitt            | Musik                                     |
| --------------------- | --------------- | --------------------------------------------- | --- | ------------------- | ------------------ | ----------------------------------------- |
| 1 – Chinatown         | Jiang Wen       | Hu Hong, Meng Yao Adaptation: Israel Horovitz | Hayden Christensen als Ben Andy García als Garry Rachel Bilson als Molly                                                        | Mark Lee Ping Bing  | Affonso Gonçalves  | Tonino Baliardo                           |
| 2 – Diamond District  | Mira Nair       | Suketu Mehta                                  | Natalie Portman als Rifka Malone Irrfan Khan als Mansuhkhbai                                                                    | Declan Quinn        | Allyson C. Johnson | Mychael Danna                             |
| 3 – Upper Westside    | Shunji Iwai     | Shunji Iwai Adaptation: Israel Horovitz       | Orlando Bloom als David Cooler Christina Ricci als Camille                                                                      | Michael McDonough   | Shunji Iwai        | Shoji Mitsui                              |
| 4 – SoHo              | Yvan Attal      | Olivier Lecot                                 | Maggie Q als Call Girl Ethan Hawke als Schriftsteller Chris Cooper als Alex Robin Wright Penn als Anna                          | Benoit Debie        | Jennifer Auge      |                                           |
| 5 – Central Park      | Brett Ratner    | Jeff Nathanson                                | Anton Yelchin als Boy James Caan als Mr. Riccoli Olivia Thirlby als Tochter Riccoli/Schauspielerin Blake Lively als Ex-Freundin | Paweł Edelmann      | Mark Helfrich      | Mark Mothersbaugh                         |
| 6 – Greenwich Village | Allen Hughes    | Xan Cassavetes, Stephen Winter                | Bradley Cooper als Gus Drea de Matteo als Lydia                                                                                 | Michael McDonough   | Cindy Mollo        | Atticus Ross, Leopold Ross, Claudia Sarne |
| 7 – Upper Eastside    | Shekhar Kapur   | Anthony Minghella                             | Julie Christie als Isabelle John Hurt als Bellhop Shia LaBeouf als Jacob                                                        | Benoit Debie        | Jacob Craycroft    | Paul Cantelon                             |
| 8 – Central Park      | Natalie Portman | Natalie Portman                               | Taylor Geare als Teya Carlos Acosta als Dante Jacinda Barrett als Maggie                                                        | Jean-Louis Bompoint | Tricia Cooke       | Nicholas Britell                          |
| 9 – Chinatown         | Fatih Akin      | Fatih Akin                                    | Uğur Yücel als Maler Shu Qi als Verkäuferin Burt Young als Vermieter                                                            | Mauricio Rubinstein | Melody London      | İlhan Erşahin                             |
| 10 – Brighton Beach   | Joshua Marston  | Joshua Marston                                | Eli Wallach als Abe Cloris Leachman als Mitzie                                                                                  | Andrij Parekh       | Affonso Gonçalves  | Marcelo Zarvos                            |
| Übergänge             | Randy Balsmeyer | Hall Powell, Israel Horovitz, James Strouse   | Emilie Ohana als Zoe, Filmemacherin Eva Amurri als Sarah Justin Bartha als Justin                                               | Michael McDonough   | Affonso Gonçalves  | Jack Livesey, Peter Nashel                |

### Filmmusik
Die Filmmusik der einzelnen Episoden wurden von verschiedenen Künstlern geschrieben. Die Musik des Vor- und Abspanns wurde von The Budos Band eingespielt, darunter die Titel Origin of Man, Up From South, T I B W F und Hidden Hand.
In der siebten Episode ist der Titel Un Bouquet Des Violettes, geschrieben von Paul Cantelon und interpretiert von Hila Plitmann, zu hören.
Weiterhin sind im Film folgende Titel zu hören:
- Flower Room Girl – Cui Jian
- I'm in the Mood For Love – Jimmy McHugh, Dorothy Fields
- Klezmer Wedding Dance Medley – The Neshoma Orchestra
- No Surprises – Radiohead
- Tian Ya Ge Nu (The Wandering Sonstress) – Zhou Xuan
- Cha Cha Slide – Mr. C The Slide Man
- The Way You Look Tonight – The Michael Rose Orchestra
- The Only Living Boy In New York – Simon and Garfunkel
- Jupiter, The Bringer of Jollity – Gustav Holst
- XII Fossiles – Camille Saint-Saëns
- Sarabande – Edvard Grieg
- No.3, I Hjemalandot – Edvard Grieg
- Iris – Daby Touré
- New York City Is The Place – The Con Artists

## Kritik
Christian Horn von Filmstarts urteilte: „»New York, I Love You« ist eine facettenreiche Liebeserklärung an eine pulsierende Stadt, in der Meilensteine wie »Taxi Driver« oder »Wall Street« gedreht wurden, und eine Sammlung von elf wunderbaren, unscharf getrennten Kurzfilmen, die sich allesamt anzuschauen lohnen.“
Die Redaktion von Cinema resümiert, der Film enthalte „elf Liebeserklärungen an die Stadt, die niemals schläft“. Er „verbindet elf überraschende, skurrile und anrührende Kurzgeschichten über die Spielarten der Liebe“, wurde „inszeniert von namhaften Regisseuren“ und „funktioniert nach demselben Prinzip wie »Paris, je t’aime«, doch diesmal sind die einzelnen Erzählungen noch kunstvoller miteinander verknüpft“. Damit sei der Film „origineller, charmanter und treffender als die Episoden des Vorgängerfilms »Paris, je t’aime«.“
Nino Klingler meint auf Critic.de, dass der Film im Vergleich zu seinem „Pariser Vorgänger […] ein deutlicher Rückschritt in Sachen romantischer Einfallsreichtum sei“. Trotz dieser Einschränkungen lohne es sich aber durchaus, „einen zweiten Blick auf New York, I love you zu riskieren“. Denn als episodisches Kurzfilm-Sammelsurium funktioniere „der Film gar nicht schlecht, vielleicht sogar besser als viele andere derartige Kollaborationsprojekte“.

## Fortsetzungen
Als nächstes Projekt ist die Produktion von Shanghai, I Love You geplant. Weiterhin sind Filme über Rio de Janeiro und Jerusalem in Planung.